# Volker Braun
Pour les articles homonymes, voir Braun.
Volker Braun, né le 7 mai 1939 à Dresde, est un écrivain allemand.

## Biographie

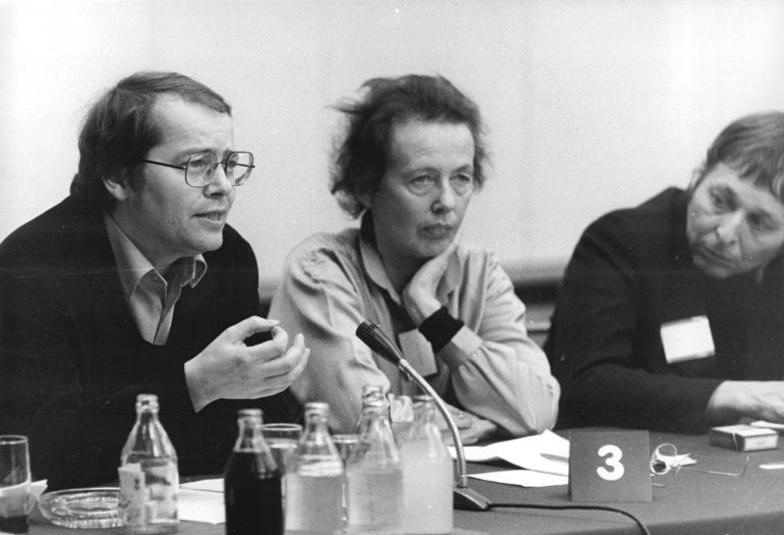
Volker Braun (à gauche) avec la chorégraphe Ruth Berghaus et le sculpteur Wieland Förster à Berlin, en 1981.

Après le baccalauréat, Volker Braun travaille dans les mines et les travaux publics, puis étudie la philosophie à Leipzig. Il s'intéresse très vite aux contradictions et aux espoirs liés à la RDA. En 1960, il devient membre du SED et parvient à faire publier quelques-uns de ses écrits (poèmes, pièces de théâtre, romans).
De 1965 à 1967, il travaille comme dramaturge dans le Berliner Ensemble. Après le Printemps de Prague, il se met à traiter encore plus en détail la vie dans le socialisme et les possibilités de réformes, ce qui lui vaut d'être étroitement surveillé par la Stasi. En 1976, il signe la pétition Biermann. En 1982, il quitte l'association des écrivains de RDA. Il reçoit en 1981 le prix Lessing et en 1988, le prix national de la RDA.
il assiste sans illusions à la réunification, considérant sans complaisance le nouveau régime. Après la chute du mur, il s'intéresse aux raisons de l'échec de la RDA. Dans cette optique, il collabore avec Wolfgang Fritz Haug à la revue Das Argument.
En 1986, il reçoit le Prix de Littérature de Brême, en 1992 le Prix Schiller et en 1993, il reçoit une bourse et en 1994 il est l'invité de l'Université du pays de Galles. Il reçoit encore par la suite de nombreux prix dont le célèbre Prix Georg-Büchner en 2000. De 2006 à 2010, il fut le directeur de la section littérature de l'Académie des arts de Berlin.

## Œuvres
- Die Kipper (1965)
- Provokation für mich (1965)
- Vorläufiges (1966)
- KriegsErklärung (1967)
- Lenins Tod (1970)
- Wir und nicht sie (1970)
- Das Ungezwungene leben Kasts (1971)
- Die Kipper (1972)
- Gedichte (1972)
- Gegen die symmetrische Welt (1974)
- Es genügt nicht die einfache Wahrheit (1975)
- Unvollendete Geschichte (1977)
- Training des aufrechten Gangs, Lyrik (1979)
- Hinze-Kunze-Roman (1985)
- Verheerende Folgen mangelnden Anscheins innerbetrieblicher Demokratie. Schriften (1988)
- Der große Frieden (?)
- Bodenloser Satz (1990)
- Der Wendehals (1995)
- Lustgarten Preußen (1996)
- Die vier Werkzeugmacher (1996)
- Wir befinden uns soweit wohl. Wir sind erst einmal am Ende (1998)
- Die unvollendete Geschichte und ihr Ende (1998)
- Tumulus, Gedichtband (1999)
- Das Wirklichgewollte (2000)
- Das unbesetzte Gebiet (2004)
- Das Eigentum (?)
- Machwerk oder das Schichtbuch des Flick von Lauchhammer (2008)

## Œuvres traduites en français
- Provocations pour moi et d'autres [« Provokation für mich », 1965], traduit de l'allemand par Alain Lance, Honfleur, P.J. Oswald, 1970
- Contre le monde symétrique [« Gegen die symmetrische Welt », 1974], traduit de l'allemand par Alain Lance, Paris, les Éditeurs français réunis, 1977
- La Vie sans contrainte de Kast, suivi de Histoire inachevée [« Das Ungezwungene leben Kasts », « Unvollendete geschichte », 1978], traduit de l'allemand par Gilbert Badia, Alain Lance et Vincent Jezewski, Paris, les Éditeurs français réunis, 1978
- Libres propos de Hinze et Kunze [« Hinze-Kunze-Roman », 1985], traduit de l'allemand par Alain Lance, Paris, Messidor-Temps actuels, 1985 - rééd. Métailié 2008
- Phrase sans fond [« Bodenloser Satz », 1990], traduit de l'allemand par Alain Lance, Arles, Actes Sud, 1993 - rééd. L’inventaire, 2008
- Les Quatre Outilleurs [« Die vier Werkzeugmacher », 1998], traduit de l'allemand par Alain Lance, Paris, L’inventaire, 1998
- L’Histoire inachevée et sa Fin [« Die unvollendete Geschichte und ihr Ende », 1998], traduit de l'allemand par Vincent Jezewski, Paris, L’inventaire, 2001
- Ce qu’on veut vraiment [« Das Wirklichgewollte », 2000], traduit de l'allemand par Alain Lance, Paris, L’inventaire, 2003
- Le Massacre des illusions [« Das Massaker der Illusionen »], traduit de l'allemand par Jean-Paul Barbe et Alain Lance, Paris, L’Oreille du loup, 2011
- Le Grand Bousillage [« Machwerk oder das Schichtbuch des Flick von Lauchhammer », 2008], traduit de l'allemand par Jean-Paul Barbe, Paris, Métailié, 2014
- Poèmes choisis, traduit de l'allemand par Jean-Paul Barbe et Alain Lance, Paris, Gallimard, 2018
- Grande pirogue en souffrance, traduit de l'allemand par Jean-Paul Barbe, Nantes, éditions Bardane, 2023